# Jean du Tillet (sieur de La Bussière)
Pour les articles homonymes, voir Jean du Tillet.
Pour les autres membres de la famille, voir Famille du Tillet.
 (décembre 2018).
Jean du Tillet, sieur de La Bussière (Orléanais) est un juriste et historien français né à une date inconnue et mort le 2 octobre 1570.
Il a notamment été greffier du parlement de Paris de 1521 à sa mort.

## Œuvre
Jean du Tillet est greffier du parlement de Paris de 1521 à 1570, Protonotaire et secrétaire du roi sous le règne du roi de France Henri II. Il est l'un des premiers historiens à avoir traité l'histoire de France en se fondant sur des documents d'archives. 
Il a mis son érudition juridique et historique au service de quatre rois de France (François Ier, Henri II, François II et Charles IX).
Jean du Tillet est particulièrement chargé dans les années 1540 d'inventorier le Trésor des Chartes à la demande de François Ier. À la demande d'Henri II, il est chargé de collecter des informations sur les cérémonies monarchiques afin de les fixer. Par exemple, une lettre royale du 3 juillet 1547 lui demande de trouver des informations pour éclairer le rang des Pairs de France lors du sacre d'Henri II. 
À son époque, il ose écrire : « L'Estat est la suprême puissance du Royaume de France » en soulignant l'importance de « l'Estat » et non du Roi. Du Tillet place au-dessus des rois, détenteurs provisoires du pouvoir, « la Royauté, la Couronne, puissance abstraite et permanente » - ce en quoi il annonce Jean Bodin.
Jusqu'à la Révolution française de 1789, les œuvres de Du Tillet sont rééditées et largement pillées. Dans son traité de théorie politique De l'esprit des lois paru en 1748, Montesquieu le cite comme un auteur familier « Voyez Dutillet ». François-René de Chateaubriand le célèbre. Honoré de Balzac le met directement en scène dans son essai romanesque Sur Catherine de Médicis. 
Jean du Tillet a été récemment[Quand ?] redécouvert par plusieurs auteurs comme l'un des fondateurs de la « nouvelle histoire », comme constitutionnaliste aussi, attentif à la symbolique des rites.

### Famille
Fils de Hélie du Tillet, maire et capitaine d'Angoulême (1502-1503), maître d'hôtel de François Ier et vice-président de la Chambre des comptes du royaume. Il est le frère de Louis du Tillet, curé de Claix, qui héberge Jean Calvin ; de Jean du Tillet, évêque de Saint-Brieuc et de Meaux, et de Séraphin du Tillet, auquel il succède au parlement de Paris. Sa fille Marie épouse Pierre Séguier, marquis de Sorel, baron de Saint-Brisson, président à mortier au parlement de Paris et conseiller d'État, oncle du chancelier Pierre Séguier.
Il épouse en 1533 Jeanne Brinon, qui appartient à une famille de magistrats et qui lui apporte la terre de La Bussière (Orléanais). Les deux époux sont inhumés à l'église Saint-André-des-Arts de Paris, où se trouvaient déjà plusieurs membres de la famille Brinon. Ils sont les parents de Charlotte du Tillet, maîtresse du duc d'Épernon.
Sa charge de greffier en chef au parlement de Paris a été tenue pendant plus d'un siècle par ses descendants.

## Ouvrages
Il a laissé plusieurs ouvrages qui n'ont été imprimés qu'après sa mort, par les soins de ses enfants, plus particulièrement de son second fils Hélie : 
- Recueil des Roys de France, leurs couronne et maison, Ensemble, le rengs des grands de France, par Iean du Tillet, Sieur de la Bussiere, Protenotaire et Secretaire du Roy, Greffier de Son Parlement. Plus, Une Chronique abbregée contenant tout ce qui est advenu, tant en fait de Guerre, qu'autrement, entre les Roys et Princes, Republiques et potentats estrangers : Par M. I. du Tillet, Evesque de Meaux freres. A PARIS, Chez Iaques du Puys, Libraire iuré en l'Uniuersité de Paris, ruë sainct Iean de Latran, à la Samaritaine. M. D. LXXX. Avec previlege du Roy (août 1578). Première édition sous ce titre. D'après le bibliophile Brunet (II, 923), la véritable édition originale fut imprimée en Troyes en 1578.
- Sommaire de la guerre faite contre les Albigeois, 1590 ;
- Recueil de guerres et de traites de paix… entre les rois de France et d'Angleterre, depuis Philippe I jusqu'à Henri II, 1588 ;
- Mémoire et advis fait en l'an 1551 sur les libertés de l'Église gallicane, 1594 Édition numérisée chez Google livres
- Trois tomes en un fort volume édité par Abel L'Angelier, Paris, 1606-1607
  - Tome 1 : Recueil des Roys de France. Leurs Couronne et Maison. Ensemble, le rang des grands de France
  - Tome 2 : Contenant les guerres et traictez de paix, trefves et alliances d'entre les rois de France & d'Angleterre. Briefve recollection des principales querelles des roys d'Angleterre & deffense de ceux de France
  - Tome 3 : Chronique abbrege des rois de France de 1420 à 1549. Suite de la chronique abrégée de 1554 à 1604. Mémoires et advis de Maistre Du Tillet … sur les libertés de l'Église Gallicane. Estat de l'Église gallicane durant le schisme, extraict des registres & actes publiques

Le manuscrit original du Recueil des roys de France, leurs couronne et maison, présenté par l'auteur au roi Charles IX en 1565, est conservé à la BNF (fonds français, no 2848). Il est orné de  portraits peints des rois de France.